# Adam Goos
Adam Goos (ur. 24 grudnia 1914 w Brzezowcu, zm. 12 maja 1980 we Wrocławiu) – polski entomolog.

## Życiorys
Adam Goos w 1939 miał zacząć studia w Szkole Wyższej Gospodarstwa Wiejskiego w Warszawie, ale przeszkodził temu wybuch wojny. Przez Zaleszczyki, Rumunię, Jugosławię i Grecję dostał się do Francji, gdzie został przyjęty do Szkoły Podchorążych w Coetquidan. Po jej ukończeniu trafił do 2 Dywizji Strzelców Pieszych. Kiedy na rozkaz generała Sikorskiego dywizja przekroczyła granicę i została internowana w Szwajcarii, Adam Goos
studiował rolnictwo w obozie uniwersyteckim w Winterthur, a w 1945 uzyskał dyplom inżyniera rolnictwa na Politechnice w Zurichu. Od 1944 był zatrudniony w laboratorium chemicznym Zurich-Oerlikon, a później w zakładach J. R. Geigy w Bazylei, gdzie pracował przy DDT.
W styczniu 1947 przyjechał do Polski, mając zamiar odnowić paszport i wrócić do Bazylei, ale paszportu mu odmówiono. Do 1950 pracował w stacji ochrony roślin w Szczecinie, a następnie przeniósł się do Wrocławia, gdzie został starszym asystentem w Katedrze Zoologii Rolniczej i Entomologii Stosowanej Uniwersytetu i Politechniki Wrocławskiej, a od 1951 był adiunktem. Organizował (w ramach Katedry) Zakład Techniki Ochrony Roślin. W tym czasie poznał swoją przyszłą żonę Marię
W 1952 obronił doktorat, w 1961 został docentem, a w 1972 profesorem nadzwyczajnym Wyższej Szkoły Rolniczej (obecnie Uniwersytet Przyrodniczy we Wrocławiu).

## Praca naukowa
Zainteresowania naukowe Adama Goose obejmowały entomologię stosowaną, głównie ochronę roślin przed szkodnikami.
Jego dorobek obejmuje ponad 100 publikacji. Był współautorem podręcznika i 3 skryptów.
W 1973 został odznaczony Krzyżem Kawalerskim Orderu Odrodzenia Polski.
Pochowany został na Cmentarzu Grabiszyńskim we Wrocławiu.